# Avondale (Pensilvania)
Avondale es un borough ubicado en el condado de Chester en el estado estadounidense de Pensilvania. En el año 2000 tenía una población de 1108 habitantes y una densidad poblacional de 868 personas por km².

## Geografía
Avondale se encuentra ubicado en las coordenadas 39°49′32″N 75°46′58″O / 39.82556, -75.78278.

## Demografía
Según la Oficina del Censo en 2000 los ingresos medios por hogar en la localidad eran de $46,875 y los ingresos medios por familia eran $48 833. Los hombres tenían unos ingresos medios de $33 750 frente a los $25 536 para las mujeres. La renta per cápita para la localidad era de $16 794. Alrededor del 14,9% de la población estaba por debajo del umbral de pobreza.